# Akaa
Pour les articles homonymes, voir AKAA (homonymie).
Akaa est une ville du sud-ouest de la Finlande. Elle est située au sud de la région du Pirkanmaa, sur la rive méridionale du grand lac Vanajavesi.

## Histoire
L'ancienne municipalité d'Akaa couvrait autrefois la majeure partie de la superficie de la ville actuelle d'Akaa.
En tant que municipalité, elle serait issue de l'assemblée paroissiale d'Aka de 1870.
En tant que curé, Akaa devint indépendant de Sääksmäki en 1483, et Urjala en fut plus tard séparé en 1589 et Kylmäkoski en 1895.
Elle a été créée au 1er janvier 2007 par la réunion de la ville de Toijala et de la commune de Viiala, cooptant ainsi plus de 14 000 habitants. Il ne s'agit pas vraiment de la création d'une nouvelle commune, mais de la recréation d'une municipalité disparue en 1946.
Juridiquement, la vieille municipalité d'Akaa a disparu et la nouvelle n'a pas vocation à reprendre sa succession. La ville a reçu un nouveau code communal jamais attribué auparavant et pas celui de l'ancienne Akaa.

## Démographie
Depuis 1980, l'évolution démographique d'Akaa est la suivante, :
| Année      | 1980   | 1985   | 1990   | 1995   | 2000   | 2005   |
| ---------- | ------ | ------ | ------ | ------ | ------ | ------ |
| population | 15 767 | 15 651 | 16 048 | 15 986 | 15 945 | 16 422 |

| Année      | 2010   | 2015   | 2020   |
| ---------- | ------ | ------ | ------ |
| population | 17 012 | 17 057 | 16 476 |

## Politique et administration

### Conseil municipal
Les sièges des 35 conseillers municipaux sont répartis comme suit:
| Parti   | Parti                              | Sièges 2021–2025 |
| ------- | ---------------------------------- | ---------------- |
|         | Parti social-démocrate de Finlande | 10               |
|         | Vrais Finlandais                   | 6                |
|         | Parti de la Coalition nationale    | 10               |
|         | Parti du centre                    | 4                |
|         | Ligue verte                        | 2                |
|         | Alliance de gauche                 | 2                |
|         | Chrétiens-démocrates               | 1                |
|         | Sininen tulevaisuus                | 0                |
|         | Liberaalipuolue - Vapaus valita    | 0                |
|         | Suomen Kansa Ensin                 | 0                |
| Sources |                                    |                  |

## Économie

### Principales sociétés
En 2020, les principales entreprises d'Akaa par chiffre d'affaires sont :
| #  | Société                 | C.A.  |
| -- | ----------------------- | ----- |
| 1  | Elematic (fi) Oyj       | 62 M€ |
| 2  | Toijala Works Oy        | 38 M€ |
| 3  | Elecster Oyj            | 22 M€ |
| 4  | Destia Engineering Oy   | 21 M€ |
| 5  | TKM TTT Finland         | 14 M€ |
| 6  | Kymppi-Maukkaat (fi) Oy | 9 M€  |
| 7  | Kumera Machinery Oy     | 8 M€  |
| 8  | K-Supermarket Akaa      | 7 M€  |
| 9  | JC-Tekniikka Oy         | 6 M€  |
| 10 | Steel Vision Oy         | 6 M€  |

## Transports
Viiala est au nord de la route nationale 9.
Kylmäkoski est au bord de la route nationale 9.
Toijala est traversée par la route nationale 3.
Toijala a une gare ferroviaire et une liaison ferroviaire avec Valkeakoski.
Toijala est à environ 41 kilomètres de Tampere.

### Distances
- Tampere 42 km
- Hämeenlinna 42 km
- Riihimäki 76 km
- Hyvinkää 89 km
- Helsinki 142 km
- Turku 130 km
- Valkeakoski 22 km
- Forssa 55 km
- Huittinen 77 km
- Pori 141 km
- Rauma 146 km
- Lahti 115 km

## Jumelages
| Ville | Ville           | Pays | Pays    |
| ----- | --------------- | ---- | ------- |
|       | Commune de Tapa |      | Estonie |
|       | Hallsberg       |      | Suède   |
|       | Klippan         |      | Suède   |
|       | Sande           |      | Norvège |

## Personnalités
- Jarkko Ahola
- Aki Ajo
- Atte Arola
- Harri Holkeri
- Henri Johansson
- Esa Kalervo
- Eeles Landström
- Ville Lehtinen
- Pentti Lumikangas
- Juhani Merimaa
- Joni Mikkonen
- Arto Nyberg
- Timo Peltomaa
- Kimmo Pohjonen
- Raul Reiman
- Tenho Saurén
- Aki Sirkesalo
- Harri Säteri
- Lauri Tihinen
- Tuomas Tihinen
- Alpo Tuomisto
- Satu Tuomisto
- Arvo Ylppö

## Galerie

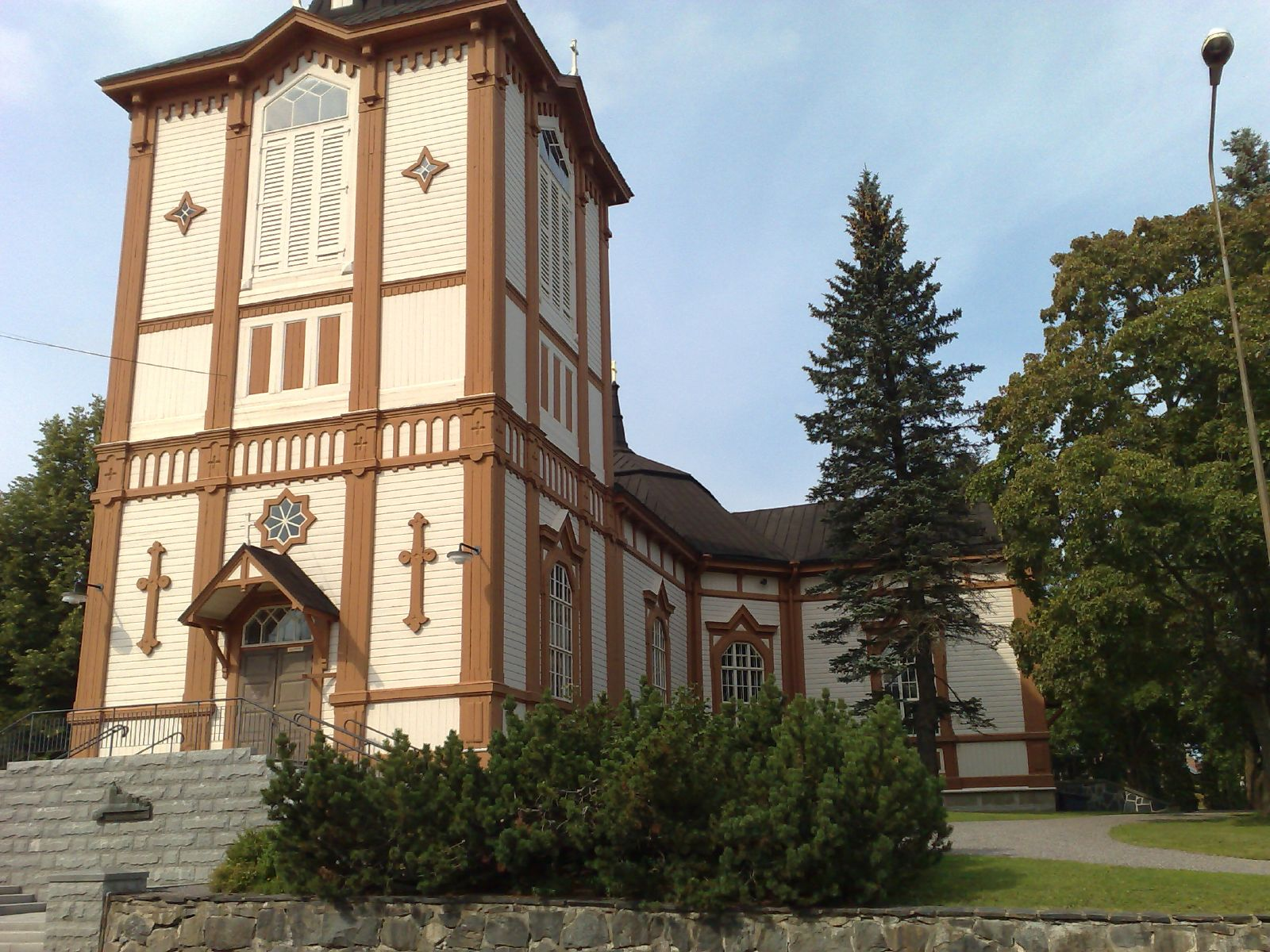
Église d'Akaa (ou église en bois de Toijala)
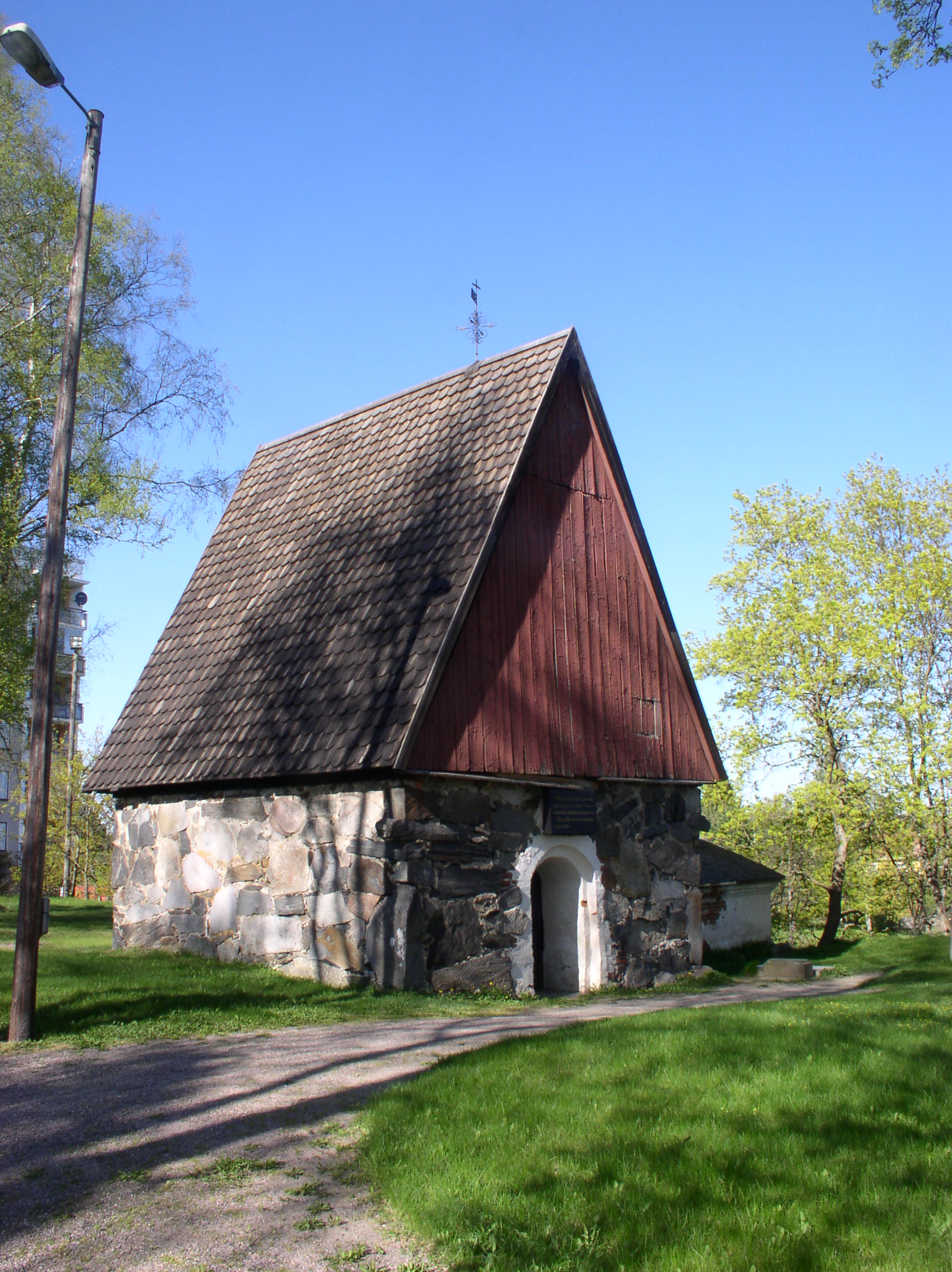
Sacristie d'Akaa au centre de Toijala.
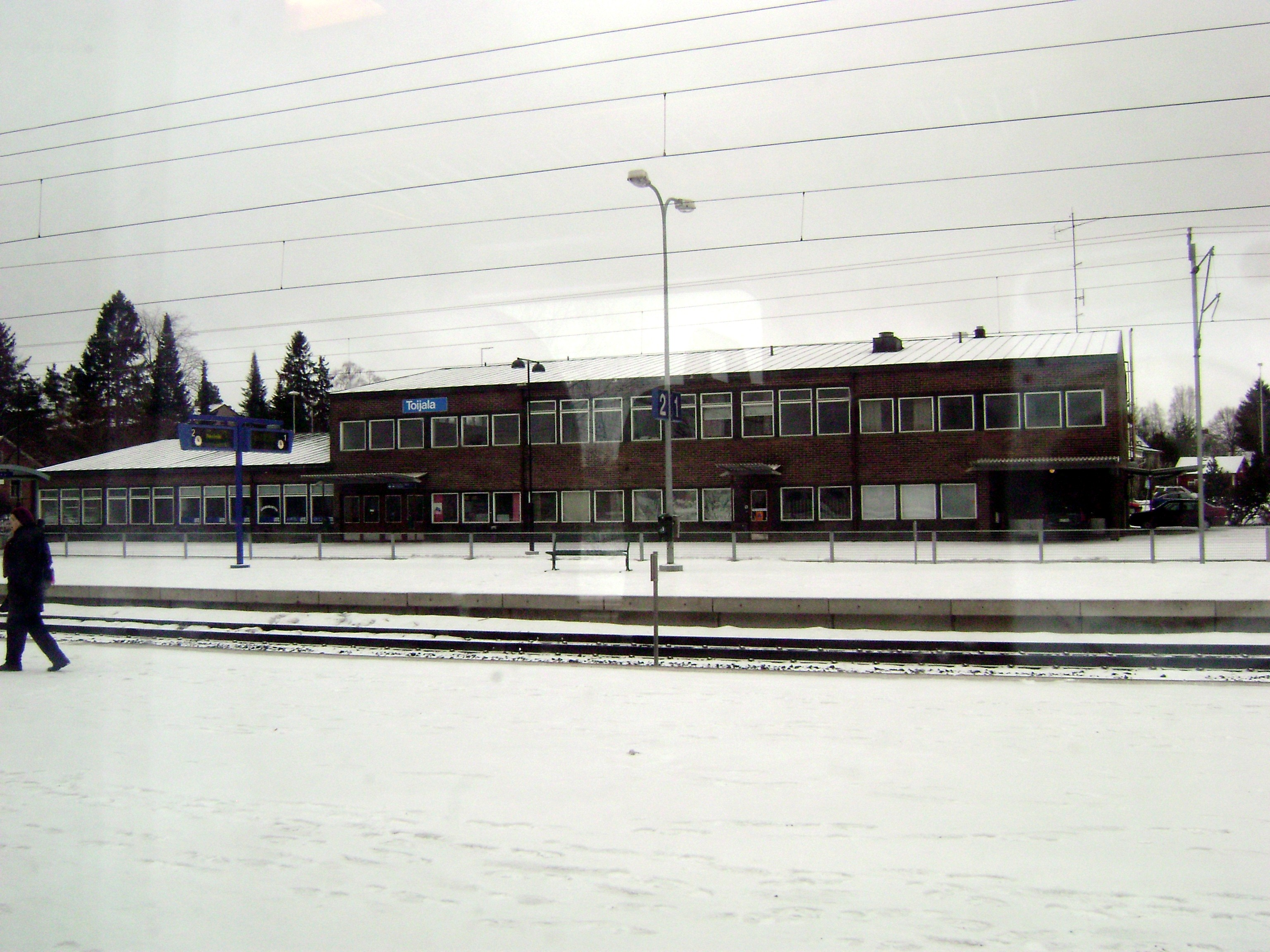
Gare de Toijala
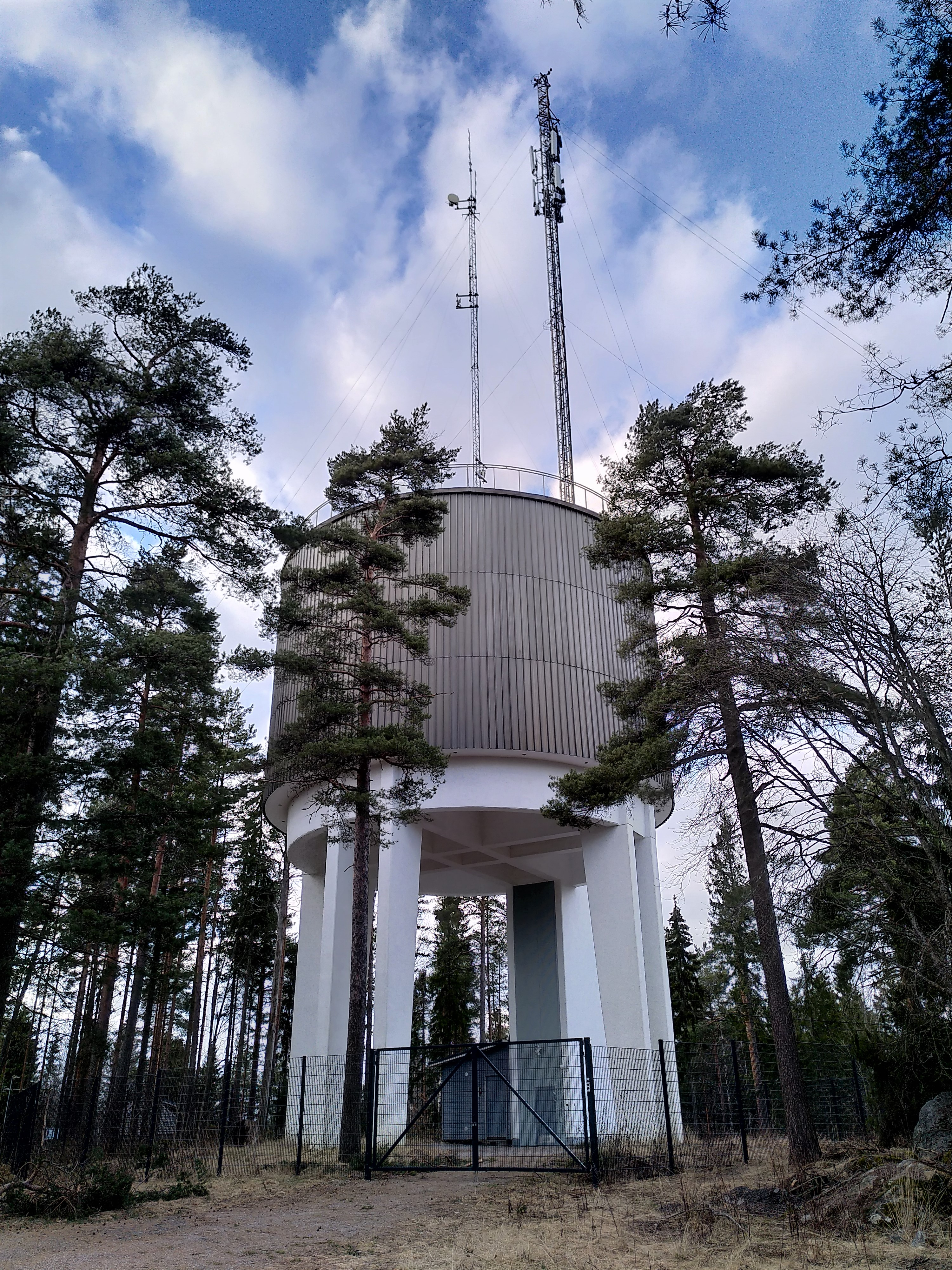
Château d'eau de Toijala à Pätsiniemi.

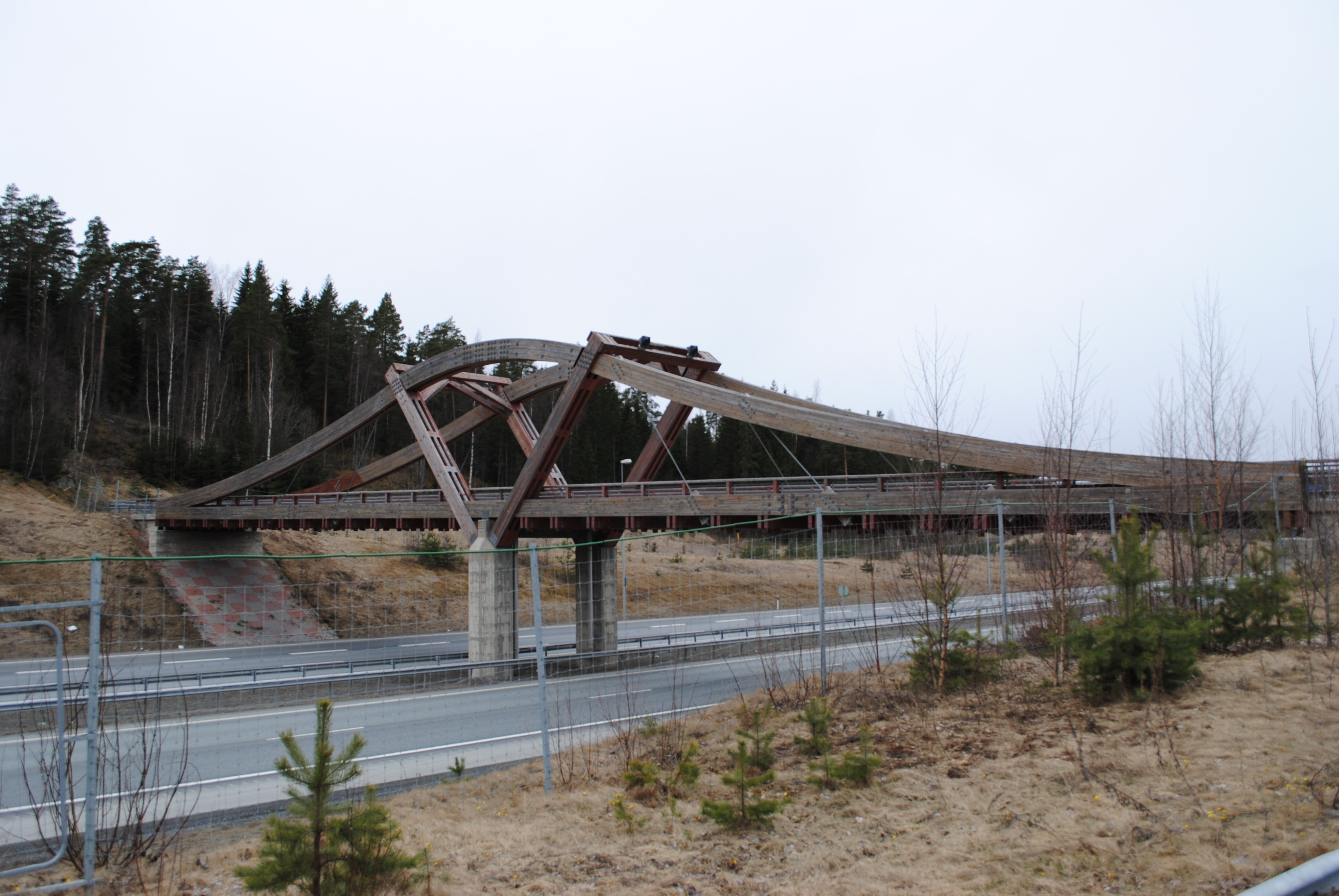
Valtatie 3
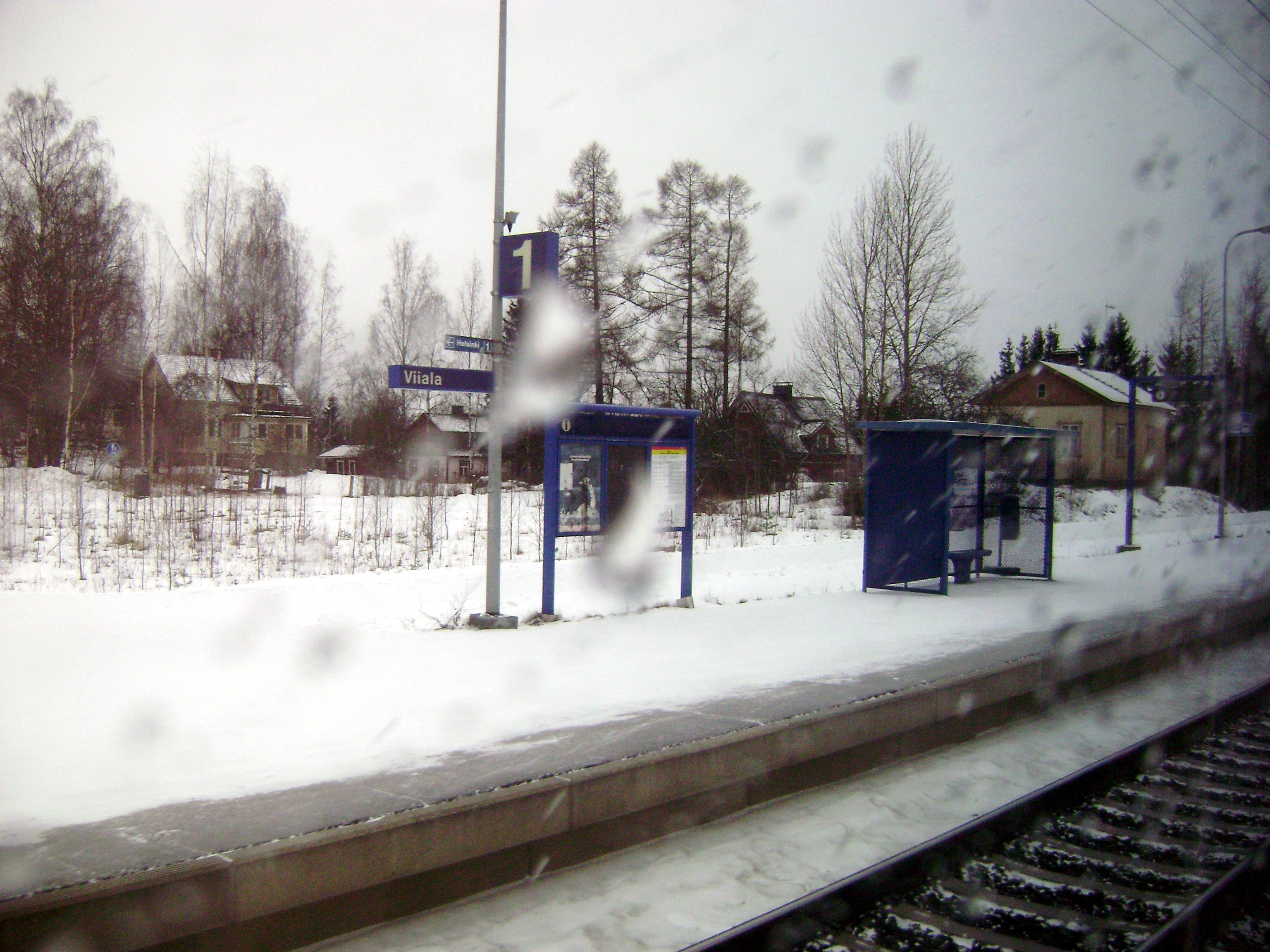
Halte de Viiala
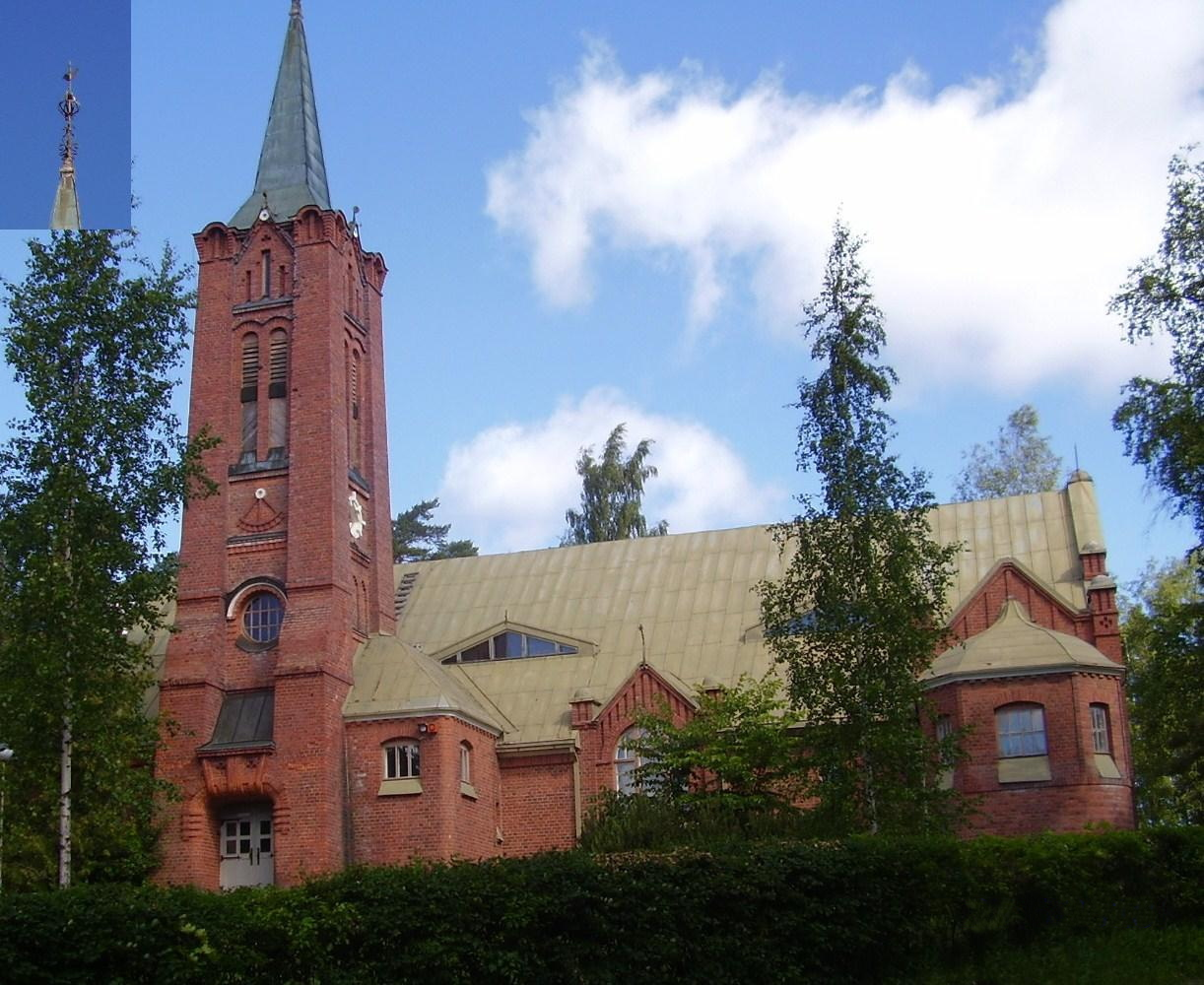
Église de Kylmäkoski
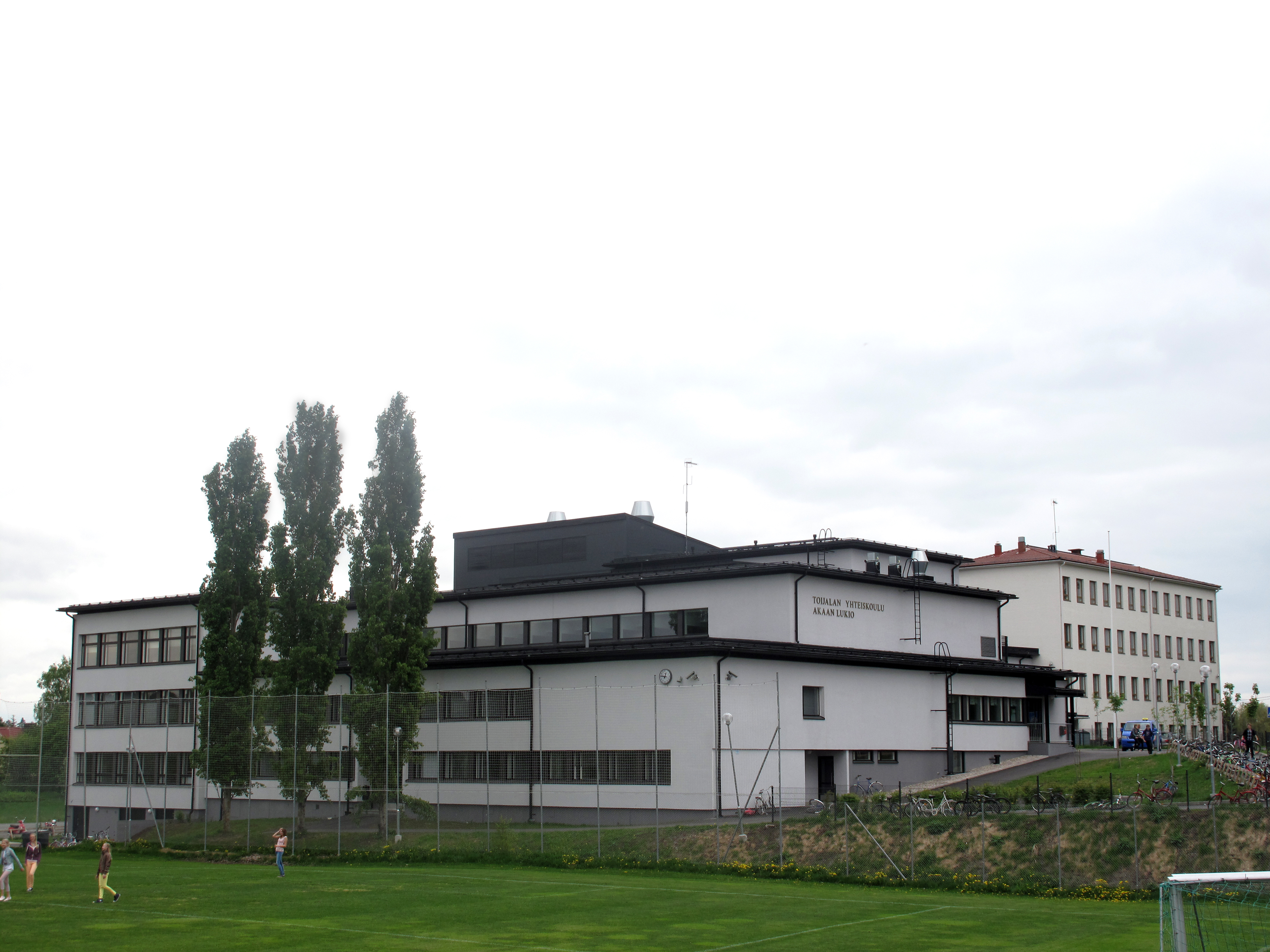
École de Toijala et Lycée d' Akaa.